# Các trận derby Nhật Bản
Ở bóng đá Nhật Bản, một số lượng lớn các cuộc ganh đua đã được hình thành trong suốt 20 năm qua. Các trận derby Nhật Bản được phân biệt giữa quốc gia và địa phương.

## Quốc gia
- Derby vĩnh cửu: Kashima Antlers vs. Yokohama F. Marinos
- Verdy Kawasaki vs. Yokohama F. Marinos
- Kashima Antlers vs. Jubilo Iwata
- Urawa Red Diamonds vs. Gamba Osaka[1]

## Địa phương
|            | Derby             | Đối thủ                                                        |
| ---------- | ----------------- | -------------------------------------------------------------- |
| Thành phố  | Saitama Derby     | Urawa Red Diamonds vs. Omiya Ardija                            |
| Thành phố  | Yokohama Derby    | Yokohama F. Marinos vs. Yokohama F.C.                          |
| Tỉnh       | Ibaraki Derby     | Kashima Antlers vs. Mito Hollyhock                             |
| Tỉnh       | Chiba Derby       | Kashiwa Reysol vs. JEF United Chiba                            |
| Tỉnh       | Tokyo Derby       | F.C. Tokyo vs. Tokyo Verdy                                     |
| Tỉnh       | Tokyo Classic     | F.C. Tokyo vs. Machida Zelvia                                  |
| Tỉnh       | Kanagawa Derby    | Yokohama F. Marinos vs. Kawasaki Frontale                      |
| Tỉnh       | Shinsu Derby      | Matsumoto Yamaga vs. Nagano Parceiro                           |
| Tỉnh       | Shizuoka Derby    | Jubilo Iwata vs. Shimizu S-Pulse                               |
| Tỉnh       | Osaka Derby       | Gamba Osaka vs. Cerezo Osaka                                   |
| Tỉnh       | Fukuoka Derby     | Avispa Fukuoka vs. Giravanz Kitakyushu                         |
| Đông-Bắc   | Tohoku Derby      | Blaublitz Akita vs. Grulla Morioka vs. Fukushima United FC     |
| Đông-Bắc   | Michinoku Derby   | Vegalta Sendai vs. Montedio Yamagata                           |
| Đông-Bắc   | Ōu Honsen         | Blaublitz Akita vs. Montedio Yamagata                          |
| Kanto      | North Kanto Derby | Mito Hollyhock vs. Tochigi SC vs. Thespakusatsu Gunma          |
| Kanto      | Tamagawa Classico | F.C. Tokyo vs. Kawasaki Frontale                               |
| Kanto      | Takesho Derby     | Machida Zelvia vs. SC Sagamihara                               |
| Koshinetsu | Koshin Derby      | Ventforet Kofu vs. Matsumoto Yamaga                            |
| Đông       | Tokai Derby       | Shimizu S-Pulse/Jubilo Iwata vs. Nagoya Grampus                |
| Kansai     | Kensai Derby      | Kyoto Sanga vs. Gamba Osaka/Vissel Kobe vs. Cerezo Osaka       |
| Kansai     | Kehan Derby       | Kyoto Sanga vs. Gamba Osaka/Cerezo Osaka                       |
| Kansai     | Hanshin Derby     | Gamba Osaka/Cerezo Osaka vs. Vissel Kobe                       |
| Shikoku    | Shikoku Derby     | Tokushima Vortis vs. Ehime FC/Kamatamare Sanuki                |
| Kyushu     | Kyushu Derby      | Avispa Fukuoka vs. Giravanz Kitakyushu/Sagan Tosu/Oita Trinita |